# Pycnoschema mashunum
Pycnoschema mashunum är en skalbaggsart som beskrevs av Louis Albert Péringuey 1901. Pycnoschema mashunum ingår i släktet Pycnoschema och familjen Dynastidae. Inga underarter finns listade i Catalogue of Life.